# Pseudoxenodontinae
Pseudoxenodontidae је мала породица змија. Змија је распострењена и Југоисточној Азији, Кини и Тајвану.

## Род
Мала фамилија змија која садржи 2 рода и 10 врста.
- Plagiopholis Boulenger, 1893
- Pseudoxenodon Boulenger, 1890